# 赤盤だぜ!!
『赤盤だぜ!!』（あかばんだぜ!!）は、ウルフルズ4枚目のベスト・アルバム。
2014年9月24日発売。発売元はユニバーサルミュージックジャパン。

## 解説
活動再開を記念して企画されたベスト・アルバム。EMI時代に発表した楽曲から、メンバー自身のセレクトによる2枚組・全38曲を収録。ジャケットは「大阪ストラット・パートII」のものをそのまま流用している。これは、「青盤だぜ!!」のジャケットで新しく撮影し直している事情がある。
全曲最新リマスタリングが施される。本作で初めてアルバムに収録されるヴァージョンの楽曲や、ベスト・アルバム初収録楽曲も多い。
CDはSHM-CDが採用。ウルフルズ作品での高音質CD採用は初。
同日初のBlu-ray「青盤だぜ!!」発売。こちらはEMI時代の全MVを収録。2枚はビートルズのベスト・アルバム『赤盤』『青盤』とかけている。

## 収録曲

### Disc.1
1. やぶれかぶれ
（作詞・作曲：トータス松本・ウルフルケイスケ　編曲：ウルフルズ）
1stシングル
2. 借金大王
（作詞・作曲：トータス松本　編曲：ウルフルズ・伊藤銀次）
4thシングル
3. すっとばす
（作詞：トータス松本　作曲：トータス松本・サンコンJr.　編曲：ウルフルズ・伊藤銀次）
5thシングル
4. トコトンで行こう!
（作詞：トータス松本・伊藤銀次　作曲：トータス松本　編曲：ウルフルズ・伊藤銀次）
6thシングル。本作には3rdアルバム『バンザイ』収録のアルバムバージョンで収録。
5. 大阪ストラット
（作詞・作曲：大瀧詠一　編曲：ウルフルズ・伊藤銀次）
7thシングル。本作には3rdアルバム『バンザイ』収録のフルサイズ・アルバム・ヴァージョンで収録。
6. SUN SUN SUN'95
（作詞：トータス松本　作曲：トータス松本・ウルフルケイスケ　編曲：ウルフルズ・伊藤銀次）
8thシングル
7. ガッツだぜ!!
（作詞・作曲：トータス松本　編曲：ウルフルズ・伊藤銀次）
9thシングル。本作には3rdアルバム『バンザイ』収録のアルバムバージョンで収録。
8. バンザイ 〜好きでよかった〜
（作詞・作曲：トータス松本　編曲：ウルフルズ・伊藤銀次）
10thシングル
9. ツギハギブギウギ（シングルバージョン）
（作詞・作曲：トータス松本　編曲：ウルフルズ・太田要）
12thシングル『ブギウギ'96』収録。シングルバージョンはアルバム初収録。ベストアルバム初収録
10. サマータイム・ブルース
（作詞・作曲：Jerry Capehart, Eddie Cochran　日本語詞：キンタ・伊藤銀次　編曲：ウルフルズ）
12thシングル『ブギウギ'96』収録。アルバム初収録
11. そら（シングルバージョン）
（作詞・作曲：トータス松本　編曲：ウルフルズ・太田要）
13thシングル。シングルバージョンはアルバム初収録。ベストアルバム初収録
12. それが答えだ!
（作詞・作曲：トータス松本　編曲：ウルフルズ・吉田建）
14thシングル。本作には4thアルバム『Let's Go』収録アルバムバージョンで収録。
13. ウルフルズ A・A・Pのテーマ
（作詞・作曲：トータス松本　編曲：ウルフルズ・太田要・吉田建）
4thアルバム『Let's Go』収録。本作には『ベストだぜ!!』収録エディットバージョンで収録。
14. かわいいひと
（作詞・作曲：トータス松本・ウルフルケイスケ　編曲：ウルフルズ・吉田建）
15thシングル。本作には5thアルバム『サンキュー・フォー・ザ・ミュージック』収録アルバムバージョンで収録。
15. ワンダフル・ワールド
（作詞・作曲：Sam Cooke, Herb Alpert, Lou Adler　日本語詞：トータス松本　編曲：ウルフルズ・吉田建）
15thシングルカップリング
16. しあわせですか（シングルバージョン）
（作詞・作曲：トータス松本　編曲：ウルフルズ・吉田建）
16thシングル。シングルバージョンはアルバム初収録。ベストアルバム初収録
17. まかせなさい
（作詞・作曲：トータス松本　編曲：ウルフルズ・吉田建）
17thシングル
18. サンキュー・フォー・ザ・ミュージック
（作詞：トータス松本　作曲：トータス松本・ウルフルケイスケ　編曲：ウルフルズ・吉田建）
5thアルバム『サンキュー・フォー・ザ・ミュージック』収録。ベストアルバム初収録
19. あそぼう
（作詞・作曲：トータス松本　編曲：ウルフルズ・吉田建）
18thシングル
20. あのね（デモトラック）
（作詞・作曲：トータス松本　編曲：ウルフルズ）
未発表曲

### Disc 2
1. いい女
（作詞・作曲：トータス松本・ウルフルケイスケ　編曲：ウルフルズ）
1stアルバム『爆発オンパレード』収録。本作には『Stupid&Honest』収録再録バージョンで収録。
2. 僕の人生の今は何章目ぐらいだろう
（作詞・作曲：トータス松本　編曲：ウルフルズ）
ベストアルバム『Stupid&Honest』収録
3. ヤング ソウル ダイナマイト
（作詞・作曲：トータス松本　編曲：ウルフルズ・藤井丈司）
19thシングル。本作にはシングルバージョンで収録。
4. 夢
（作詞・作曲：トータス松本　編曲：ウルフルズ・藤井丈司）
20thシングル。ベストアルバム初収録
5. 小・中・高・大 〜トロフィーをかかげよう〜
（作詞・作曲：トータス松本　編曲：ウルフルズ・藤井丈司）
6thアルバム『トロフィー』収録。ベストアルバム初収録
6. 明日があるさ （ジョージアで行きましょう編）
（作詞：青島幸男　作曲：中村八大　編曲：ウルフルズ・藤井丈司）
21stシングル
7. がむしゃら 〜熱くなれ〜
（作詞・作曲：トータス松本　編曲：ウルフルズ・伊藤銀次）
23rdシングル（両A面）。ベストアルバム初収録
8. 事件だッ!
（作詞・作曲：トータス松本　編曲：ウルフルズ）
23rdシングル（両A面）
9. 愛撫ガッチュー
（作詞・作曲：トータス松本　編曲：ウルフルズ）
7thアルバム『ウルフルズ』収録。ベストアルバム初収録
10. 笑えれば
（作詞・作曲：トータス松本　編曲：ウルフルズ・伊藤銀次）
24thシングル
11. ええねん
（作詞・作曲：トータス松本　編曲：ウルフルズ）
25thシングル
12. 愛がなくちゃ
（作詞・作曲：トータス松本　編曲：ウルフルズ）
8thアルバム『ええねん』収録
13. バカサバイバー
（作詞・作曲：トータス松本　編曲：ウルフルズ）
26thシングル。本作には9thアルバム『9』収録のアルバムバージョンで収録。
14. まいどハッピー
（作詞：ウルフルケイスケ・トータス松本　作曲：ウルフルケイスケ　編曲：ウルフルズ）
26thシングルカップリング。ベストアルバム初収録
15. 暴れだす
（作詞・作曲：トータス松本　編曲：ウルフルズ）
27thシングル。作には9thアルバム『9』収録フルバージョンで収録。
16. 歌
（作詞・作曲：トータス松本　編曲：ウルフルズ）
9thアルバム『9』収録。ベストアルバム初収録
17. ぼくのもの（iTunes限定バージョン）
（作詞・作曲：トータス松本　編曲：ウルフルズ）
配信限定シングル。初CD化。
18. サムライソウル
（作詞・作曲：トータス松本　編曲：ウルフルズ）
28thシングル。本作には10thアルバム『YOU』収録のアルバムミックスで収録。